# Barbara Akplogan
Œuvres principales
- Les Mots d'amour, poème, éditions flamboyant du Bénin, 2003.
- Un Amour sans lendemain,  recueil de nouvelles, éditions CAAREC, 2008, Bénin.

Barbara Akplogan est une écrivaine et poète béninoise née le 5 janvier 1984.

## Biographie

### Études
Barbara Akplogan naît le 5 janvier 1984. Elle fait ses études secondaires à Notre-Dame des Apôtres et obtient une licence en commerce international à l'Université catholique de l'Afrique de l'Ouest (UCAO) de Cotonou au Bénin. Elle obtient ensuite un master à l’institut international de management en communication marketing.

### Carrière
Barbara Akplogan commence sa carrière en 2000 à la suite d'un concours de poèmes sur la paix organisé par Amnesty International. Passionnée de la littérature, elle est auteur de deux nouvelles publiées dans trois ouvrages collectifs des écrivains en 2017. Elle est également auteur d'un poème intitulé les Mots d'amour et de deux autres œuvres,.
Gestionnaire de compte dans une banque à Cotonou, elle crée des nappes, chaussures et d'autres articles à base de perles. Présidente du club social Rotaract Club à Cotonou, elle est aussi secrétaire aux affaires sociales et féminines de l'Association des Poètes Littéraires (APOL).

## Vie privée
Barbara Akplogan est mariée et mère de deux enfants.

## Œuvres
- Barbara Akplogan, Les mots d'amour, 2008 (ISBN 978-99919-59-39-9 et 99919-59-39-4, OCLC 793808200, présentation en ligne)
- Barbara Akplogan (préf. Jérôme Carlos), Un amour sans lendemain : nouvelles, 2008 (ISBN 978-99919-66-80-9 et 99919-66-80-3, OCLC 646633662, présentation en ligne)